# Bélgica en los Juegos Olímpicos de Innsbruck 1976
Bélgica estuvo representada en los Juegos Olímpicos de Innsbruck 1976 por un total de 4 deportistas que compitieron en 2 deportes.  
El portador de la bandera en la ceremonia de apertura fue el esquiador Robert Blanchaer. El equipo olímpico belga no obtuvo ninguna medalla en estos Juegos.